# گمینا پومیخووک
گمینا پومیخووک (به لهستانی:  Gmina Pomiechówek) یک گمینا در لهستان است که در شهرستان نوو دوور مازوویتسکی واقع شده‌است. گمینا پومیخووک ۱۰۲٫۳۱ کیلومتر مربع مساحت و ۸٬۸۲۰ نفر جمعیت دارد.